# 北京市通州区生态环境局
39°53′26″N 116°39′35″E / 39.89068°N 116.65973°E
北京市通州区生态环境局是北京市通州区人民政府的一个部门。

## 领导
2021年2月，本机构的领导为：
- 张卫东：北京市通州区生态环境局党组书记、局长。工作分工：在区委、区政府的领导下和市生态环境局的指导下，贯彻执行党的路线、方针、政策和区委、区政府的决策部署，负责本单位领导班子的思想建设、组织建设、作风建设，主持区生态局全面工作
- 李彦军：北京市通州区生态环境局副局长、党组成员。工作分工：负责机动车尾气排放的监管，外地进京车辆检查，加油站油气回收装置监管等工作。分管大气环境管理科、机动车排放管理站，环境执法和法制监察科
- 徐晓云：北京市通州区生态环境局副局长。工作分工：负责全区水、土壤环境质量评估分析及监督检查；环境保护监测等工作。分管通州区生态环境局水和土壤环境科、通州区环境保护监测站
- 石爱军：北京市通州区生态环境局副局长。工作分工：石爱军同志挂职通州区生态环境副局长期间，分管环境信息中心，负责规划和指导本区生态环境信息系统的建设维护、生态环境信息的收集管理等工作。同时，负责协助我局副局长李彦军同志分管大气环境管理科
- 丁永斌：北京市通州区生态环境局副局长。工作分工：负责协助全区固定源监管及环境应急处置、事故调查。协助分管通州区生态环境综合执法大队工作
- 刘志平：北京市通州区生态环境局二级调研员。工作分工：负责机关推进依法行政综合工作；负责主要污染物减排，环境统计与规划；负责统筹协调、组织实施、整改落实各项措施的环境保护督查检查等工作。分管环境综合管理科，环境保护督察办
- 王永利：北京市通州区生态环境局四级调研员。工作分工：负责局党建、组织；负责后勤、文电、机要、档案、政府信息公开及督查工作；负责财务；负责共青团、妇联及计划生育工作；负责辖区建设项目（含一般类和辐射类）环境影响评价行政许可；规划环境影响评价审查和备案；辐射安全许可证审批和备案；建设项目的“三同时”环保验收等相关工作。分管办公室、环境影响评价科
- 刘毅：通州区生态环境局四级调研员。工作分工：负责中共北京市通州区环境保护局党总支委员会、北京市通州区环境保护局工会工作
- 冯瑾卓：任区生态环境综合执法大队队长（试用期一年）。工作分工：负责全区固定源监管；环境应急处置和事故调查；新闻发言等工作。分管通州区生态环境综合执法大队工作

## 机构设置
2021年2月，本机构下设：
- 水和土壤环境科
- 生态环境管理办公室
- 行政审批科
- 大气环境科
- 办公室
- 环境保护监测站
- 机动车排放管理站
- 生态环境综合执法大队
- 环境信息中心